# Speciedaler norvegese
Lo speciedaler è stata la valuta della Norvegia dal 1816 al 1875. Sostituì il rigsdaler specie alla pari ed era suddiviso in 120 skilling (chiamati in alcune emissioni skilling species). Fu sostituito dalla corona norvegese quando la Norvegia aderì all'Unione monetaria scandinava. Una corona (krone/krona) dell'unione monetaria sostituì le tre valute preesistenti con un tasso di 1 krone/krona = ½ rigsdaler danese = ¼ speciedaler norvegese = 1 riksdaler svedese.

## Monete
Nel 1816 le monete della valuta precedente che erano in circolazione rimasero in uso e fu coniata solamente la moneta da 1 skilling. Una nuova monetazione fu introdotta nel 1819, costituita da monete di rame da 1 e 2 skilling e da monete d'argento da 8 e 24 skilling, e da ½ e 1 speciedaler. Monete d'argento da 2 e 4 skilling furono introdotte nel 1825, seguite da pezzi di rame da ½ skilling nel 1839, d'argento da 12 skilling nel 1845 e da 3 skilling nel 1868.

## Banconote
La Norges Bank iniziò a emettere banconote in 1817, con tagli da 24 skilling e da ½, 1, 5, 10, 50 and 100 speciedaler.